# Phrosinella gussakovskii
Phrosinella gussakovskii är en tvåvingeart som beskrevs av Boris Borisovitsch Rohdendorf 1971. Phrosinella gussakovskii ingår i släktet Phrosinella och familjen köttflugor. Inga underarter finns listade i Catalogue of Life.